# John Kander
John Harold Kander (n. 18 martie 1927, Kansas City, Missouri, SUA) este un compozitor american al muzicii mai multor musicaluri, făcând parte din echipa de compoziție Kander și Ebb. Cele mai cunoscute musicaluri la care a colaborat sunt Cabaret și Chicago, care ulterior au fost adaptate cinematografic.

## Viața și cariera
John Kander s-a născut pe 18 martie 1927, în Kansas City, Missouri. Tatăl său, Harold S. Kander, lucra în afacerile cu ouă și carne de pasăre ale socrului său, dar le-a insuflat celor doi băieți (John și Edward) dragostea pentru viață și interesul pentru arte. Părinții lui Kander obișnuiau să-i ducă pe cei doi fii la spectacolele prezentate la teatrul local și la concertele orchestrei locale și le ofereau în fiecare an o excursie la New York pentru a vedea spectacolele de teatru. Kander a participat la primul lui spectacol de operă la vârsta de nouă ani, atunci când Opera San Carlo a venit la Kansas City cu spectacolele Aida și Madama Butterfly. Potrivit lui Kander: „Mama m-a luat și ne-am așezat în primul rând. Erau niște uriași pe scenă, iar picioarele mele se legănau sub scaun. A fost copleșitor pentru mine, chiar dacă am putut vedea corzile ce țineau bărbile soldaților egipteni.... Interesul meu de a spune o poveste prin muzică în mai multe moduri a provenit de la primele experiențe ca aceasta.” Kander a copilărit în Kansas City și a învățat la Liceul din Westport, înainte de a se transfera la Școala Pembroke Hill.
În anii 1940, Kander s-a alăturat Corpului de Cadeți al Marinei Comerciale Americane. După încheierea instrucției în California și navigarea pe ruta San Francisco-Asia, Kander a părăsit Corpul de Cadeți pe 3 mai 1946. Cu toate acestea, din cauza schimbării regulilor cu privire la serviciul militar național, el a fost nevoit să se înroleze în Armata de Rezervă în luna septembrie a aceluiași an, după ce urmase deja un semestru de studii la Conservatorul Muzical Oberlin. În timpul Războiului din Coreea, Kander a fost rechemat în serviciul militar activ, dar a fost nevoit să rămână la New York într-o perioadă de observație de șase luni după ce i s-au descoperit răni la nivelul plămânilor în urma examenului medical. El a fost demobilizat oficial pe data de 3 iulie 1957.
Kander a studiat muzica la Oberlin College și la Universitatea Columbia, unde a fost protejatul lui Douglas Moore și a studiat compoziția cu Jack Beeson și Otto Luening. El a absolvit studii de masterat la Universitatea Columbia în 1953. După absolvirea studiilor, John Kander a început să dirijeze orchestrele ce cântau la teatrele de vară înainte de a lucra ca pianist pentru musicalul West Side Story de Robert Wise și Jerome Robbins din New York. În timp ce lucra acolo, Kander l-a cunoscut pe coregraful Jerome Robbins, care a sugerat ca John Kander să compună muzica de dans pentru spectacol în 1959. După această experiență, el a compus în 1960 aranjamentul muzical-coreografic al filmului Irma la Douce.
Primul musical al lui John Kander a fost A Family Affair în 1962, compus în colaborare cu James și William Goldman. În același an, Kander l-a cunoscut pe Fred Ebb prin intermediul editorului comun, Tommy Volando. Primul cântec pe care Kander și Ebb l-au compus împreună, „My Coloring Book”, a devenit popular prin intermediul înregistrării realizate de Sandy Stewart, iar cel de-al doilea cântec, „I Don't Care Much”, a fost făcut celebru de Barbra Streisand și a contribuit la stabilirea unei colaborări permanente între Kander și Ebb. În 1965, Kander și Ebb au lansat primul lor spectacol pe Broadway, Flora the Red Menace, produs de Hal Prince și regizat de George Abbott, după un libret scris de George Abbott și Robert Russell, în care Liza Minnelli și-a făcut debutul pe Broadway. Kander și Ebb au început să compună piese muzicale pentru Liza Minnelli și Chita Rivera și au realizat un material special pentru aparițiile lor live și la televiziune.
Musical-urile Cabaret și Chicago au fost adaptate în filme; versiunea cinematografică a musicalului Chicago a câștigat în anul 2002 Premiul Oscar pentru cel mai bun film.
Kander, împreună cu Ebb, a compus, de asemenea, piesele muzicale ale spectacolului cu piesa Prin urechile acului de Thornton Wilder, care a avut premiera la Londra, dar drepturile de autor au fost obținute de nepotul lui Wilder. El a spus că Harvey Schmidt și Tom Jones, autorii musicalului The Fantasticks, au scris timp de treisprezece ani un musical după piesa Our Town a lui Wilder, pentru ca drepturile de autor să ajungă în cele din urmă tot la nepotul lui Wilder.
Primul său muzical fără Fred Ebb, după mulți ani, The Landing, cu libret și texte scrise de Greg Pierce, a avut premiera pe Broadway la Vineyard Theatre pe 23 octombrie 2013. Musicalul, care era o serie de trei „mini-musical-uri”, a fost regizat de Walter Bobbie și i-a avut în rolurile principale pe David Hyde Pierce și Julia Murney.
Musicalul Kid Victory, cu libret și texte scrise de Greg Pierce și cu muzica compusă de John Kander, a avut premiera mondială în 28 februarie 2015 la Signature Theatre din Arlington, VA. Kid Victory a avut premiera off-Broadway, la Vineyard Theatre pe data de 1 februarie 2017, în avanpremieră, iar reprezentațiile au început oficial pe 22 februarie 2017. Spectacolul este regizat de Liesl Tommy, iar coregrafia îi aparține lui Christopher Windom. Rolurile principale sunt interpretate de Leon Denman și Karen Ziemba.

## Viața personală
În 2010 Kander s-a căsătorit la Toronto cu dansatorul și coregraful Albert Stephenson, partenerul său din 1977. Strănepotul lui Kander, Jason Kander, a fost anterior secretar de stat al statului Missouri.

## Compoziții
Textele cântecelor sunt scrise de Fred Ebb, dacă nu se precizează altfel.
Piese muzicale pentru muzicaluri teatrale

- A Family Affair (1962) – texte scrise de William Goldman
- Flora the Red Menace (1965)
- Cabaret (1966)
- Go Fly a Kite (1966) – texte și muzică scrise în colaborare cu Walter Marks
- The Happy Time (1968)
- Zorba (1968)
- 70, Girls, 70 (1971)
- Chicago (1976)
- The Act (1978)
- Woman of the Year (1981)
- The Rink (1984)
- Diamonds (1984) – două cântece: „Winter In New York” și „Diamonds Are Forever”
- And The World Goes 'Round (1991)
- Kiss of the Spider Woman (1992)
- Steel Pier (1997)
- Fosse (1999)
- Over and Over (1999) – titlul inițial: The Skin Of Our Teeth
- The Visit (2001)
- Curtains (2006) – texte suplimentare scrise de Rupert Holmes
- All About Us (versiunea revizuită a spectacolului Over and Over, 2007)
- The Scottsboro Boys (2010) (unele texte au fost scrise de Kander, după moartea lui Ebb)
- The Landing (2013) - texte scrise de Greg Pierce
- Kid Victory (2015) - texte scrise de Greg Pierce

Piese muzicale pentru filme
Kander și Ebb au compus, de asemenea, cântece pentru următoarele filme:
- Cabaret (1972) – 12 cântece (provenite în mare parte din musicalul omonim)
- Funny Lady (1975) – 6 cântece
- Lucky Lady (1976) – 2 cântece
- A Matter of Time, aka Nina (1976) – 2 cântece
- New York, New York (1977) – 4 cântece
- French Postcards (1979) – 1 cântec
- Stepping Out (1991) – 1 cântec ("Stepping Out")
- Chicago (2002) – 15 cântece (provenite în mare parte din musicalul omonim, plus un cântec eliminat din spectacolul original, care rulează în timpul distribuției finale)

Coloana sonoră a filmelor
- Something for Everyone (1970)
- Kramer contra Kramer (1979)
- Still of the Night (1982)
- Blue Skies Again (1983)
- Places in the Heart (1984)
- An Early Frost (film TV, NBC, 1985)
- I Want to Go Home (1989)
- Billy Bathgate (1991)
- Breathing Lessons (film TV, CBS, 1994)
- The Boys Next Door (film TV, CBS, 1996)

Piese muzicale pentru filme și spectacole TV
- Liza! (1970)
- Ol' Blue Eyes Is Back (1973) (Frank Sinatra)
- Liza with a Z (1972)
- Gypsy In My Soul (1976) (Shirley MacLaine)
- Baryshnikov on Broadway (1980)
- Liza In London (1986)
- Sam Found Out, A Triple Play (1988)
- Liza Minnelli, Live From Radio City Music Hall (1992)

## Premii
- Premiul Tony, compozitor și textier, 1967, pentru Cabaret
- Premiul Tony, muzică originală, 1981, pentru Woman Of The Year
- Premiul Tony, muzică originală, 1993, pentru Kiss Of The Spiderwoman
- Premiul Drama Desk, piese muzicale remarcabile, 2010, pentru	The Scottsboro Boys
- Premiul Laurence Olivier, 1998, pentru producția londoneză a spectacolului Chicago
- Premiul Emmy, 1973, pentru Liza With A Z
- Premiul Emmy, 1993, pentru Liza Minnelli Live! From Radio City Music Hall
- Premiul Grammy, 1967, pentru Cabaret, albumul original
- Premiul Grammy, 1998, pentru Chicago, albumul spectacolului muzical

Echipa a beneficiat, de asemenea, de numeroase nominalizări, printre care alte cinci nominalizări la Premiile Tony, două nominalizări la Premiile Oscar și patru nominalizări la Globurile de Aur.
Kander, la fel ca și Ebb, este membru al American Theater Hall of Fame, fiind primit în 1991.
În 1998 Kander și Ebb au primit premiul Kennedy Center Honors pentru întreaga carieră.